# Die Rache des Gelynchten
Die Rache des Gelynchten (Originaltitel: Dark Night of the Scarecrow, zu deutsch: Dunkle Nacht der Vogelscheuche, deutsche Alternativtitel: Die Nacht der Vogelscheuche, Nacht für Nacht und Scarecrow – Ein Toter schlägt zurück) ist ein US-amerikanischer Horrorfilm von Frank De Felitta aus dem Jahr 1981. Der Film handelt von einem zu Unrecht gemeuchelten, der als Vogelscheuche zurückkommt und Rache an seinen Peinigern übt.

## Handlung
In einer kleinen Stadt im tiefen Süden der USA verärgert die Freundschaft zwischen Charles Eliot „Bubba“ Ritter, einem großen, aber sanften geistig behinderten Mann, und der jungen Marylee Williams einige der Stadtbewohner, insbesondere den grüblerischen, gemeinen Postangestellten Otis Hazelrigg. Als Marylee von einem bösartigen Hund misshandelt wird, bildet Hazelrigg, der sofort annimmt, dass Bubba dafür verantwortlich ist, einen Lynchmob mit drei Freunden: dem Tankwart Skeeter Norris und den Cousins Philby und Harliss Hocker, die beide Bauern sind. Bubbas Mutter verkleidet ihn als Vogelscheuche und postiert ihn auf einem nahegelegenen Feld, doch die Bluthunde des  Lynchmobs finden Bubba und dieser wird von den Vieren niedergeschossen. Als sie später erfahren, dass Marylee nur dank Bubbas Rettung überhaupt noch am Leben ist, legt Hazelrigg Bubba eine Heugabel in die leblosen Hände, um den Eindruck zu erwecken, als hätte er sie angegriffen. Als sie vor Gericht gestellt werden, werden die Bürgerwehrleute mangels Beweisen gegen sie, auch wegen eines Meineids von Hazelrigg, freigelassen. Marylee erholt sich von dem Angriff, schleicht sich nachts aus ihrem Zimmer und geht zum Ritter-Haus, um nach Bubba zu suchen. Mrs. Ritter, die sich nicht dazu durchringen kann, Marylee die Wahrheit zu sagen, erzählt ihr, dass Bubba weggegangen ist. Marylee rennt aus dem Haus, um nach Bubba zu suchen. Frau Ritter geht ihr nach und findet sie unter dem Scheiterhaufen sitzend, wo Bubba getötet worden war, und singt ein Lieblingslied von ihr und Bubba. Marylee erzählt Frau Ritter ruhig, dass Bubba nicht weg ist, sondern nur „das Versteckspiel spielt“.
Einige Zeit später findet Harliss auf seinem Feld eine Vogelscheuche wie die, als die Bubba verkleidet war, ohne dass es einen Hinweis darauf gibt, wer sie dort hingestellt hat. Hazelrigg verdächtigt Sam Willock, den Bezirksstaatsanwalt, sie dorthin gestellt zu haben, um sie zu verunsichern, und sagt den anderen, sie sollten ruhig bleiben und nichts tun. Am Abend kommt Harliss nach Hause und stellt fest, dass die Vogelscheuche verschwunden ist. Als er Lärm in seiner Scheune hört, geht er der Sache nach. Während er den Dachboden überprüft und vermutet, dass Sam sich in der Scheune versteckt, springt der Holzhäcksler unten von selbst wieder an; erschrocken verliert er das Gleichgewicht, fällt vom Dachboden in die Maschine und wird getötet. Als Hazelrigg, Philby und Skeeter von Harliss' Tod erfahren, vermuten sie, dass es kein Unfall war, und stellen in der Nacht fest, dass dem Holzhäcksler nach Harliss' Tod nicht das Benzin ausgegangen war, sondern er abgeschaltet worden war. Am nächsten Tag beschuldigt Hazelrigg Mrs. Ritter indirekt, diesen angeblichen „Unfall“ eingefädelt zu haben, und deutet an, dass Bubba nach Harliss‘ Tod angemessen gerächt worden sei, „ein Leben für ein Leben“. Sie bestreitet ihre Beteiligung, sagt aber, dass höhere Instanzen Behörden ihren Sohn rächen werden, und deutet auch an, dass Hazelrigg aufgrund seines intensiven Interesses an Marylee ein Pädophiler ist. Die Vogelscheuche taucht bald wieder auf, diesmal auf Philbys Feld.
Auf der Halloweenparty der örtlichen Kirche an diesem Abend lauert Hazelrigg Marylee beim Versteckspiel mit den anderen Kindern auf, der von ihr erfahren will, ob Mrs. Ritter hinter den jüngsten Ereignissen steckt. Stattdessen erzählt sie ihm, dass sie weiß, was er und seine Freunde Bubba angetan haben, und rennt vor ihm davon. Hazelrigg jagt ihr hinterher, wird aber von einem Wachmann aufgehalten. Philby erzählt Hazelrigg von der Erscheinung der Vogelscheuche, doch als Hazelrigg und die anderen zu Philbys Feld gehen, ist die Vogelscheuche verschwunden. Später in derselben Nacht bricht Hazelrigg in Mrs. Ritters Haus ein, um sie von ihrem vermeintlichen Plan abzubringen, jagt ihr jedoch durch sein gewalttätiges Auftreten so große Angst ein, dass sie einen tödlichen Herzinfarkt erleidet. Um seine Spuren zu verwischen, verursacht Hazelrigg ein Gasleck, was zu einer Explosion führt, die das Haus zerstört. Während alle anderen glauben, dass die Explosion ein Unfall war, schöpft der Bezirksstaatsanwalt Verdacht.
In der nächsten Nacht wird Philby durch einen Tumult in seinem Schweinestall gestört. Während er das dortige Treiben überprüft, gerät er durch mehrere mysteriöse Vorkommnisse in Panik und versucht in seinem Auto zu fliehen, das jedoch nicht anspringt. Er wird über sein Grundstück verfolgt und versteckt sich in einem Getreidesilo, dessen Tür er hinter sich schließt. Ein Förderband, das in den Silo führt, wird eingeschaltet und Philby, der die nun verschlossene Tür des Silos nicht mehr öffnen kann, wird unter einer Getreidelawine begraben und erstickt. Als Hazelrigg am nächsten Tag Skeeter von Philbys Tod erzählt, ist dieser bereit, sich zu stellen, doch Hazelrigg ist nun überzeugt, dass Bubba noch lebt und für die jüngsten Vorkommnisse verantwortlich ist. In dieser Nacht graben er und Skeeter Bubbas Grab aus, angeblich um Hazelriggs Behauptung zu beweisen, der Sarg sei leer; Skeeter öffnet den Sarg, stellt fest, dass die Leiche tatsächlich noch dort ist, und versucht in Panik zu fliehen. Hazelrigg verfolgt Skeeter und hält ihn auf; Sie kehren zum Grab zurück, um es wieder aufzufüllen, aber während Skeeter im Grab ist und den Sargdeckel schließt, schlägt Hazelrigg Skeeters Schädel mit einer Schaufel ein und füllt danach das Grab mit ihm darin wieder auf.
Als Hazelrigg betrunken nach Hause fährt, sieht er Marylee allein mitten auf der Straße. Er verfolgt sie, baut mit seinem Lieferwagen einen Unfall und jagt sie zu Fuß in ein Kürbisbeet. Als er sie einholt, beschuldigt er sie, die Morde geplant zu haben. Eine Pflugmaschine in der Nähe springt von selbst an und Hazelrigg flieht, während die Maschine ihn verfolgt. Der verängstigte Hazelrigg rennt blindlings durch das Feld und denkt nun, Sam sei in der Maschine. Er rennt kopfüber in die Vogelscheuche, die nun die Mistgabel hält, die auf Bubbas Leiche platziert war, und spießt sich auf den Zinken auf. Der tödlich verwundete Hazelrigg erkennt, dass die Vogelscheuche tatsächlich hinter den seltsamen Vorkommnissen und Morden steckt, bricht zusammen und stirbt. Marylee, die sich im Kürbisbeet versteckt, hört Schritte näher kommen; sie sieht auf, sieht die Vogelscheuche auf sich herabblicken und lächelt. Er beugt sich herab, überreicht ihr eine Blume und sie sagt „Danke, Bubba.“ Damit enthüllt sich, dass Bubbas Geist von den Toten zurückgekehrt ist und von der Vogelscheuche Besitz ergriffen hat, um Rache an seinen Mördern zu nehmen. Marylee plant dann für den nächsten Tag, Bubba ein neues Spiel beizubringen...

## Kritik
Die Rache des Gelynchten wurde überwiegend positiv aufgenommen.
Das Lexikon des internationalen Films lobt die Darsteller und urteilt

„Billiger, aber effektvoller Thriller, der, mit überzeugenden Darstellern besetzt, die Stereotypen des Genres bündelt.“

Frank Trebbin schreibt in Die Angst sitzt neben Dir, dass „der Film beim Zuschauer einen positiven Eindruck hinterlasse“. Trotz des moralischen Untertons unterhalte er „bis zum Schluß“.

## Produktion
Der Film wurde als Fernsehproduktion in Piru (Kalifornien) auf 35 mm gedreht.
Der Film ist so angelegt, dass bis zum Ende nicht eindeutig klar wird, wer Bubbas Mörder verfolgt und tötet. Die Vogelscheuche ist immer wieder zu sehen, bewegt sich aber nicht. Erst zum Ende des Films wird klar, dass Bubba als Wiedergänger seine Mörder aufsucht und Rache übt.

## Auszeichnungen und Nominierungen
Tonya Crowe wurde anlässlich der Young Artist Awards 1982 für ihre Darstellung der Marylee Williams nominiert.